# Anartioschiza calabarica
Anartioschiza calabarica är en skalbaggsart som beskrevs av Moser 1913. Anartioschiza calabarica ingår i släktet Anartioschiza och familjen Melolonthidae. Inga underarter finns listade i Catalogue of Life.